# Hirtopelta
Hirtopelta is een geslacht van weekdieren uit de klasse van de Gastropoda (slakken).

## Soorten
- Hirtopelta hirta McLean, 1989
- Hirtopelta tufari L. Beck, 2002